# Кінотеатр «Луч» (Таганрог)

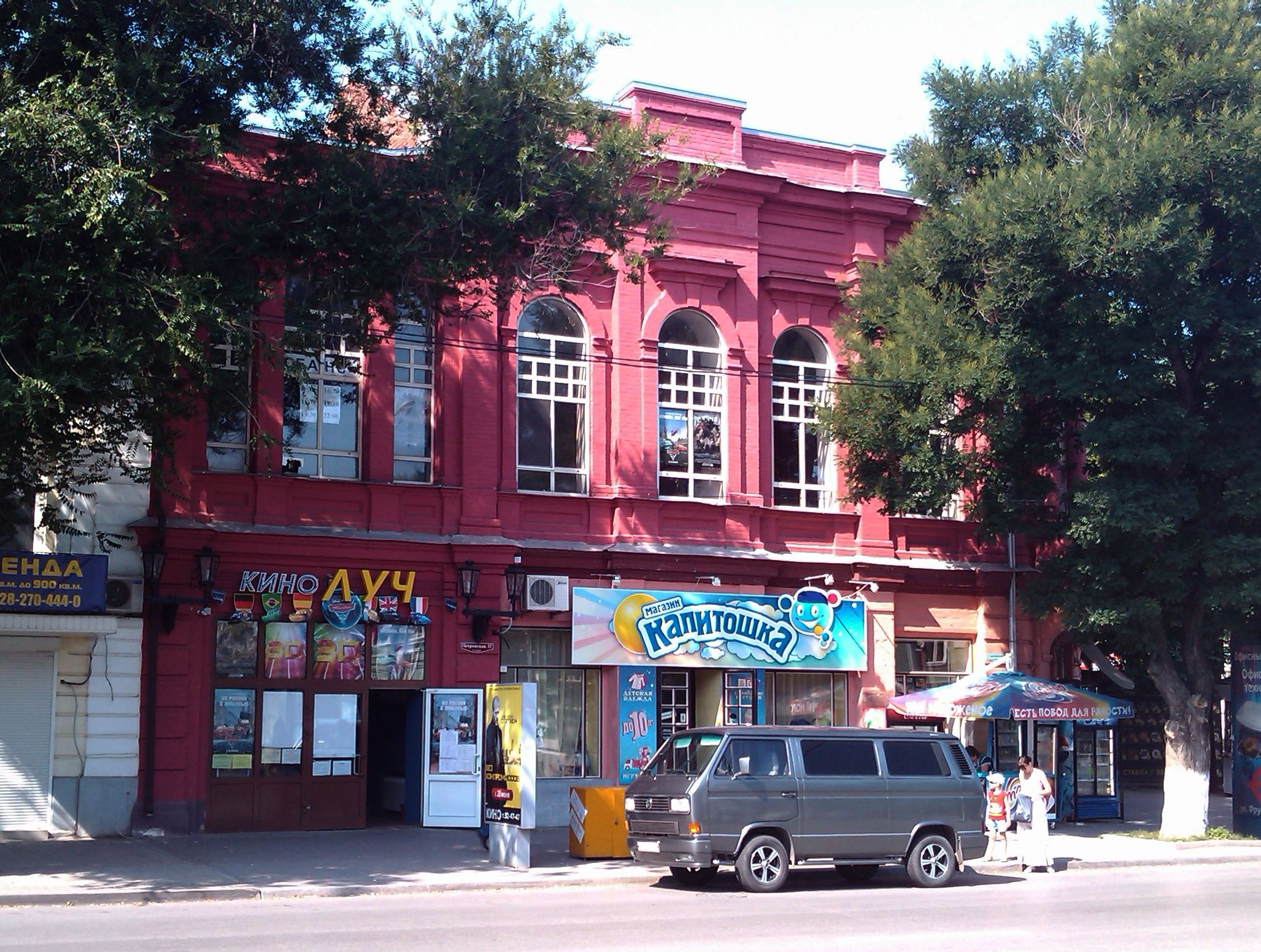

Кінотеатр «Луч» — один з найстаріших кінотеатрів Таганрога.

## Історія
Кінотеатр «Луч» відкритий господарем Петром Григоровичем Ладохіним 21 вересня 1910 року за адресою Петровська вулиця, 57, у кутовому будинку з провулком Італійським. Зал кінотеатру вміщує 1000 глядачів. 
За радянської влади кінотеатр у 1920 році перейменований в «Перший Державний кінотеатр», в 1929 році — у «Темп», а потім, в 1951 році, в «Комсомолець». 
З 1985 по 1988 рік кінотеатр «Комсомолець» реконструювали. Перший сеанс після реконструкції відбувся 1 квітня 1988 року: показано фільм «Данило — князь Галицький». 
У 1994 році постало питання про повне закриття кінотеатру через низьку відвідуваність та інші комерційні причини. Кінотеатр «Комсомолець» закритий у роки перебудови, змінивши власників. 
Знову відкритий під назвою «Луч» 25 травня 2011 року. Реконструйований зал (великий зал на 192 місця, малий на 78 місць) та обладнання: велика відстань між рядами, сучасна система кондиціонування і вентиляції, широкоформатний екран, якісний об'ємний звук дозволяють переглядати 2D і 3D фільми.

## Назви кінотеатру
- з 1910 по 1920 — кінотеатр «Луч»
- з 1920 по 1929 — «Перший Державний кінотеатр»
- з 1929 по 1951 — кінотеатр «Темп»
- з 1951 по 2010 — кінотеатр «Комсомолець»
- з 2011 по теп. час — кінотеатр «Луч»